# Bound for Glory (2009)
Bound for Glory (2009) foi  um evento em formato pay-per-view realizado pela Total Nonstop Action Wrestling, ocorreu no dia 18 de outubro de 2009 no Bren Events Center na cidade de Irvine, Califórnia. A frase tema do evento foi: "The Final Curtain?". Esta foi a quinta edição na cronologia do Bound for Glory. No evento ocorreram nove lutas de wrestling profissional.

## O evento
Nas lutas preliminares Amazing Red venceu o Ultimate X match para manter o TNA X Division Championship, Red venceu ao pegar o cinturão pendurado sobre o ringue. Sarita e Taylor Wilde derrotaram Madison Rayne e Velvet Sky para manter o TNA Knockout Tag Team Championship, Eric Young venceu uma ameaça tripla para se tornar o novo TNA Legends Champion. Ainda ODB manteve o TNA Knockouts Championship, Bobby Lashley derrotou Samoa Joe em luta de submissão, Abyss venceu Mick Foley em uma Monster's Ball match e Kurt Angle venceu Matt Morgan. Nas luta pelos títulos de duplas Brutus Magnus e Doug Williams venceram o TNA World Tag Team Championship e Brother Devon e Brother Ray venceram o IWGP Tag Team Championship e na mesma luta perderam o TNA World Tag Team Championship. No evento principal A.J. Styles derrotou Sting para manter o TNA World Heavyweight Championship, Styles venceu com um "Springboard Splash". Após a luta o público do evento pediu a Sting que não encerrasse sua carreira.

## Resultados
| Pre-show                       | The Motor City Machineguns (Chris Sabin e Alex Shelley) derrotaram Lethal Consequences (Jay Lethal e Consequences Creed).                                                                                        | Tag Team match pelo direito a duas vagas no Six Way Ultimate X match                                    | 05:51 |
| 1                              | Amazing Red (c) (com Don West) derrotou Suicide, Daniels, Homicide, Chris Sabin e Alex Shelley. | Six Way Ultimate X match pelo TNA X Division Championship                                               | 15:17 |
| 2                              | Sarita e Taylor Wilde (c) derrotaram The Beautiful People (Madison Rayne e Velvet Sky) | Tag Team match pelo TNA Knockout Tag Team Championship                                                  | 02:58 |
| 3                              | Eric Young derrotou Kevin Nash (c) e Hernandez | 3-Way match pelo TNA Legends Championship                                                               | 08:50 |
| 4                              | The British Invasion (Brutus Magnus e Doug Williams) e Team 3D (Brother Devon e Brother Ray) (c) derrotaram The Main Event Mafia (Booker T e Scott Steiner) (c) e Beer Money, Inc. (James Storm e Robert Roode). | Full Metal Mayhem Tag Team match pelo TNA World Tag Team Championship e pelo IWGP Tag Team Championship | 17:13 |
| 5                              | ODB (c) derrotou Awesome Kong e Tara | 3-Way match pelo TNA Knockouts Championship                                                             | 07:29 |
| 6                              | Bobby Lashley derrotou Samoa Joe | Submission match                                                                                        | 08:07 |
| 7                              | Abyss derrotou Mick Foley (com Dr. Stevie como árbitro especial). | Monster's Ball match Pela estipulação se Abyss utilizasse as taxinhas, perderia a luta.                 | 11:03 |
| 8                              | Kurt Angle derrotou Matt Morgan | Singles match                                                                                           | 14:45 |
| 9                              | A.J. Styles (c) derrotou Sting | Singles match pelo TNA World Heavyweight Championship                                                   | 13:52 |
| (c) - Campeão(s) ante das luta | | |       |